# Zemun u periodu turske vladavine
Zemun u periodu turske vladavine pod novim gospodarima, koji su ovaj grad zaposeli 1521. godine, ne samo da je sasvim izgubi svoj dotadašnji strateški značaj, već i izgled. Naime 1555. godine prema kazivanju nemačkog putnika Hansa Dernšvama: grad je bio sasvim porušen, sa samo nekoliko presotalih zidova, među kojima više niko nije stanovao. Dvadesetak godina kasnije drugi nemački putnik, Stefan Gerlah, koji će ovuda prošao saopštava da je gradić porušen, a zatim kazuje da je sagrađen od opeke, četvorougaonog oblika, zidine (koje nisu bile velike) ali su debele, opasana sa tri jaruge. Na svakoj od četiri strane ovog četvorougaonog utvrđewa nalazile su se okrugle kule.

## Zemun u srednjem veku
Srednjovekovni Zemun nije bio značajna naseobina, Ova, skoro anaonima tvrđava, razvijala se u senci obližnjih, jakih utvrđenja, poput Beogradskog. Srednjovekovno zemunsko utvrđenje, koje je bilo malog obima, opasano bedemima sa kulama međusobno povezanim zidom, nalazilo se na Gardošu, lesnom brežuljku na desnoj obali Dunava. Izvan bedema se nalazio dubok jarak. Ostaci ove tvrđave, koja je kasnije bila samo deo zemunskog grada koji se razvio u podnožju tvrđave, zadržali su se i do danas.
U vreme prvih prodora Osmanlija na prostor današnje Srbije, s kraja 14 i početkom 15. veka, raste značaj Zemunske tvrđave, paralelno sa drugim utvrđenjima na Savi i Dunavu. Prvim udarima Osmanlija tvrđava na Gardošu bila je izložene krajem 14. veka, a  prvi put Osmanlije su je razorile 1397. godine.28 I tako u više navrata tvrđava je ruđena i obnavljana sve dok je konačno 1521. godine Osmanlije nisu konačno pokorile.

### Opsade tvrđave na Gardošu koje su prethodile Osmanlijskoj vladavini Zemunom
Od kraja 14. veka zemunska tvrđava je bila izložna jakim udarima turske vojske. 
- Prvi put su Turci razorili grad 1397. godine.[4][5]
- Zemun je verovatno bio meta napada i tokom višemesečne turske opsade Beograda 1440. godine, kada je šira gradska okolina bila izložena pustošenju.[5]
- U vreme druge opsade Beograda, 1456. godine, turske lađe bile su ukotvljene na Dunavu kod Zemuna. I baš na tom mestu, u neposrednoj blizini zemunskog utvršenja došlo je do odlučujuće bitke između Ugara i Osmanlija, koja se završila porazom Osmanlija i potpunim povlačenjem.[6]

- Tokom treće opsade Beograda, 1521. godine, Zemun je konačno pao u ruke Osmanlija. Strategija osvajanja Beograda ovog puta se dosta razlikovala od prethodnih. Grad je trebalo opkoliti sa svih strana, kako bi bio odsečen od ugarskog zaleđa i zato je trebalo prvo zauzeti zemunsku tvrđavu. Nju su 1521. godine činila dva zidna pojasa poligonalne trase sa otprilike 17 kula. Prostor između spoljašnjeg i unutrašnjeg bedema bio je pregrađen zidovima kako bi se ograničilo širenje neprijatelja u slučaju upada. Na jednom delu spoljnjeg zida bio je rov. Oko tvrđave su se prostirali vinogradi i bašte, ispod kojih je bilo polje. Zapadno od zemunske tvrđave nalazile su se kuće.[6]

| „ | Prema osmanskim hroničarima, vojska na čelu sa smederevskim sankskbegom Husrev-begom, koga je pozvao Piri-paša, veliki vezir, opkolila je grad i počela da bombarduje tvrđavu. Kako je u tvrđavi bilo malo vojnika, komandant je bio prinuđen da se sa posadom povuče u kulu i koliko može odgovara na napade. Ispod zemunske tvrđave nalazilo se ostrvo sa malim utvrđenjem, odakle je napadana turska flotila. Posle sukoba koji je trajao tri do četiri dana Zemun je osvojen - kula je zapaljena i srušena, a branioci nisu imali drugog izlaza osim predaje. | ” |

U tim borbama je poginulo je oko 300 ugarskih vojnika. Kako Sultan nije poštedeo ni ostale, iako su se predali, svi zarobljeni vojnici su pogubljeni, a stanovništvo tvrđave odvedeno kao roblje ili pobijeno. Tvrđava je nakon tog srušena.

## Zemun po dolasku Osmanlija
Zemun je pao pod tursku vlast 1521. godine, kada je Sultan pod Zemun poslao jednog od svojih najsposobnijih vojskovođa, Piri-pašu. Razvila se žestoka borba. Branioci i žitelji grada su pokazali izuzetnu hrabrost. Pa ipak, grad je na juriš bio zauzet i nemilosrdno kažnjen: svi branioci su posečeni, a žene i deca odvedeni u tursko ropstvo.
Jula 1521. godine grad je doživeo pravu katastrofu. Sultan je u Zemunu kao i u Beogradu počinio ista nedela, Srpsko stanovništvo je delom izginulo, a preostali deo je raseljen. Za oba grada jedna nastala je nova epoha — vladavine Osmalija. 
Početkom 1522. godine Zemunska nahija je, kao i čitav budući Sremski sandžak u koji će biti uvrštena, postala je poprište čestih sukoba turskih i ugarskih četa. Sve do mohačke bitke 1526. godine turske akcije su se svodile pretežno na pljačkaške upade. Posle pobede na Mohaču, sultan je ušao u Budim, ali je zbog pobuna u Maloj Aziji morao da se povuče iz Ugarske. Ipak, Osmanlije su i dalje zadržali posade u osvojenim sremskim gradovima. U junu 1529. Sulejman je krenuo na Beč i tom prilikom zaposeo čitav Srem i deo istočne Slavonije, koji su i posle ovog pohoda ostali pod osmanlijskom vlašću. Posle ovog pohoda, osnovan je Budimski pašaluk u čiji je sastav ušao i novoformirani Sremski sandžak, sa sedištem u Osijeku, a koji je obrazovan od Srema i istočnih delova Slavonije.  Sremskim sandžakom upravljao je smederevski sandžakbeg. U vreme osnivanja, 1543. godine, Sremski sandžak imao je 24 nahije, od kojih je jednu činio Zemun sa okolinom. Tako je po zapisima Evlije Čelebije, Zemun pripao, domenu (has) sremskog sandžakbega, i pod novim gospodarima sasvim izgubiti svoj dotadašnji strateški značaj.  

### Stanovništvo
Čitav istočni Srem ostaće nenaseljen sve do sredine 1527. godine. O naseljavanju ovog područja veoma vredno obaveštenje ostavio je Prema zapisu turskog istoričara Ferdia (Mustafa Bostan), o naseljavanju ovog područja oko 20.000 Srba koji su živeli u Ugarskoj diglo su se na ustanak, potuklo Ugre, njihovu stoku i porodice prisvojili i pristupili islamskom carstvu. Tako je opustošeni Srem ponovo naseljen i počeo je da cveta… Ovaj događaj treba povezati sa pogibijom cara Jovana Nenada i prolaskom njegovih vojnika i većeg dela srpskog naroda u Tursku. 
Počevši od 1529. godine na područje Srema pristigli su i Vlasi (seosko stočarsko stanovništvo s posebnom organizacijom i posebnim statusom) iz severne Srbije i severoistočne Bosne.
Na osnovu brojnih svedočanstava evropskih putnika, koji su ovuda proći tokom 16. i 17 veka, može se sa sigurnošću zaključiti da i pored naseljavanja Srema Zemun 
kao srednjovekovni gradić na lesnom bregu Gardoš bio je prepušten propadanju. Da je grad bio sasvim porušen, saznajemo prvo iz zapisa nemačkog putnika Hansa Dernšvama iz 1555. godine: u njemu više niko nije stanovao i moglo se videti još samo nekoliko zidova. Nešto detaljniji opis Zemuna ostavio je i drugi nemački putnik, Štefan Gerlah, dvadesetak godina kasnije: koji zapisao da je Zemun porušen, i da je sagrađen od opeke, četvorougaonog oblika, zidine su mu debele, a na svakoj od četiri strane nalaze se okrugle kule. Glavna ograda po sebi nije velika, ali je opasana sa tri jaruge.
Godine 1546. zemunsku nahiju činilo je stanovništvo i teritorija devet naselja:
- Selo - varoš Zemun
- Sela: Kumša, Živac, Bežanija, Dobanovci, Batajnica, Biljarica, Surčin, Bućavci i Kamendin.[12]

O zemunskom stanovništvu za vreme Osmanlijske vlasti preve podatke daje, popis tek iz 1546, godine, po kome je upisano 78 normalnih i 10 udovičkih domaćinstava, na čelu s knezom Stojanom Rodićem. Kako je popis obuhvatao samo hrišćansko stanovništvo, ostaje nepoznato kada je Zemun dobio svoje prve muslimanske stanovnike i koliko ih je bilo.
Dve decenije kasnije džemat muslimana varoši Zemuna broji 21 dom, a cemat hrišćana 73 (i jednu udovicu).
Pred kraj osme decenije 16. veka cemat muslimana broji 28 kuća — među njima je ovog puta osam islamiziranih — a kod hrišćana je stanje bezmalo neizmenjeno: 71 normalna i 2 udovička domaćinstva.
Desetak godina kasnije raste broj muslimanskog stanovništva na račun hrišćanskog (59 muslimanskih prema 41 hrišćanskom domaćinstvu), sa daljim trendom islamizacije. U kasabi su živela petoriia janjičara i trojica spahija. Među Srbima je samo jedan došlac. U državnu službu bili su sada uključeni i muslimani, a ona se sastojala u gajenju poštanskih ili menzilskih konja, pored drugih poslova koji se ne navode po imenu. Po običaju uživali su određene poreske olakšice, koje su bile nešto veće za muslimane (s obzirom na činjenicu da je Zemun dobio status kasabe). Isti broj kuća zabeležen ie i 1614. godine. Stanovnici su i dalje menzildžije.
Broj hrišćanskih kuća u prvoj polovini 17. veka kretao se negde oko 40, dok se broj muslimanskih ne može pouzdanije utvrditi. Evlija Čelebija navodi 400 sirotinjskih kuća, a njegov savremenik Otendorf kazuje da su stanovnici trgovišta većinom Osmanlije, izuzev nešto hrišćana — katolika i većinom su Šokci. Otendorfova opšta ocena Zemuna ukazuje, da je reč o znatnijem naselju. 
Sasvim je sigurno da je Zemun u prvoj polovini 17. veka imao pretežno muslimansko stanovništvo, ali, svakako, sa znatno manjim brojem kuća nego što je to tvrdio Evlija Čelebija.

### Osmanski Zemun
Vojni deo
Krajem 16. veka, za vreme Dugog rata, Zemun i Zemunska nahija, kao i ostali delovi Sremskog sandćaka, doživeli su velika razaranja. Borbe su se odrazile na grad, njegovu okolinu, i na celu privednu situaciju. Hroničar Pečevija, beeleži; da je u prvim godinama Dugog rata zapaljena svaka tvrđava i kasaba od Beograda do Budima, kao i to da je Zemun tada zapaljen jednom ili dva puta.
Što je rat duže trajao situacija je bila sve teža,  tako da su borbe u Banatu uticale na Osmanlije da u izvesnom obimu obnove zemunsku tvrđavu i u nju smeste posadu koja je trebalo da štiti stanovništvo od novih hajdukih pljačkanja i razaranja. To potvrđuje jedna zapovest Porte izdata po okončanju Dugog rata, iz 1608. godine. Na poznatoj slici Zemuna iz 1608. godine — putnika-prolaznika, sekretara austrijskog poslanstva Maksimilijan Prandšteter — oblik zemunske tvrđave s karja Drugog rata još se vidi. Tu kule grada imaju visoke konične krovove, a ispod brežuljka, na kojem je grad, vidi se podgrađe opasano zidom (vidcti sliku desno).
Sredinom 17. veka Zemun je imao gradskog zapovednika, gradsku posadu, subašu i tržišnog nadzornika. Naselje se sastojalo od oko 400 kuća, džamije, šest mesdžida, mekteba i tekije.
Civilni deo
Osmanski Zemun, najverovatnije se nalazio na području današnjeg Donjeg grada, ali ne na čitavoj povrđini. Današnja pijaca i Gospodska ulica bile su već krajnje varoške uličice. Glavna tadašnja ulica — čaršija — bila je Dunavski sokak (danas ulica Karamatina). Čaršija se protezala od Dunava do Glavne ulice, pa dalje, sve do nekadašnje krčme „Kod medveda” (danas stambena zgrada br. 10 u ulici Vasilija Vasilijevića). Na tom prostoru bili su izgrađeni svi oni objekti koji su ovom mestu davali gradsko, odnosno muslimansko obeležje. Među njima se najviše isticala džamija sa muslimanskim grobljem, podignuta, najverovatnije, na temeljima ranije hrišćanske crkve — danas je na tom mestu rimokatolička crkva Blažene Deve Marije.
U osmoj deceniji 16. veka, u Zemunu je postojao Veliki han, na reci, nedaleko od Dunava, kao i od mesta s kojeg se prelazilo u Beograd. 
| „ | Samo ime Veliki han ukazuje — kako su to već zapazili i dosadašnji istraživači istorije Zemuna — da je tu moralo biti više hanova, odnosno bar dva. Francuz Kikle izbrojaće čak tri hana; sam je odseo u jednom koji se zvao Čauš-bašin han. Otendorf pominje, kao što smo istakli, samo jedan veliki han, dok Evlija Čelebija, inače sklon preterivanju, začudo uopšte ne pominje hanove | ” |

.
Nekadašnja kafana „Kod belog medveda” i „Divana” na Dunavu, od kojih se ova prva sačuvala do danas — veoma verovatno su dva druga hana koja su postojala u Zemunu.
Nemački propovednik Štefan Gerlah zabeležio je 1578. godine — Srbi imaju crkvu, kojoj je krov dejlimice provaljen, a prednji je dio slamom pokrit, te naliči staji; samo nad oltarom daskami je pokriven, a polovina je otvorena. Turci ne dopuštaju da se prepokrije. U hramu se nalazilo malo ikona, a u oltaru — drveni putir (čaša) i drveni diskos (tanjirić), pokriveni ubrusom. I Rajnold Lubenau će, nešto kasnije, videti ovde „grčku crkvu”. Najstariji turski zvanični popis Zemuna — iz 1546. godine — beleži u Zemunu tri popa (pred kraj 16. veka biće zabeležen samo jedan). 
Urbanističku sliku Zemuna upotpunjuje, na izvestan način, i most, bolje rečeno mostovi, koji su ga povezivali s Beogradom. Ovi mostovi podizani su za potrebe vojnih pohoda i obično nisu bili dugog veka, pa su se ne retko, putnici prevozili u Beograd skelom ili, kako to svedoči Evlija, černik-čamcima (veći ribarski ili tovarni čamac sa ravnim kljunom i krmom). Preko Save most je bio na pontonima — po potrebi se mogao i skloniti — a močvarno zemljište današnjeg Novog Beograda prelazilo se dugim mostom koji je ležao na stubovima. Godine 1608. deo mosta koji je premošćivao Savu, bio je dugačak 800, a čitav most između Beograda i Zemuna 4.000 koraka.

## Privreda
Prema kategorizacija naselja — selo-varoš — Zemun je značajno, a možda i preovlađujuće poljoprivredno mesto. Od ukupno 78 kuća (i 10 udovica) za 30 se kaže da se bave zemljoradnjom. Na ovom prostoru gajene su sledeće poljoprivredne kulture: pšenica, ječam, raž, proso, zob, vinova loza. 
Prema poreskoj evidenciji upisana je dažbina od košnica (pa se po nekim podacima med proizvodio u šest stotina košnica. Kako se porez plaćao i na sitnu rogatu stoku (ovce i koze), u Zemunu je bilo i porodica koje su se bavile stočarstvom. Inače, po pisanju Čelebije na glasu su bili zemunski kajmak i jogurt.
Da je poljoprivreda i u kasnijem vremenu zauzimala značajno mesto pokazuju sačuvani turski katastarski popisi, po kome je npr. 1566/67. godine najveći deo prihoda poticao od poljoprivrednih dažbina. Osim već pomenutih kultura — u odnosu na ranije javile su se i površina pod žitaricama i vinovom lozom, koje su vremenom više nego utrostručene, zatim lan, konoplja, kupus, grahorica, bakla (vrsta boba), pasulj, repa, beli i crni luk.
Vremenom kako se grad uvećavao broj vodenica na Dunavu se kretao oko šest, da bi se nešto kasnije na Dunavu nalazilo i 30 do 40 vodenica koje su zimi premeštane na Dunavac. 
Javio se i sve veći broj novih zanatlija — hrišćana i muslimana: tabaka (obrađuje kožu), čizmara, kazaza (izrađuje gajtane, širite i delove konjske opreme), terzija, berberina, masera, brodara. Znatno kasnije, turski putnik Evlija Čelebija je zabeležio da u Zemunu stanuju beogradske zanatlije, dok ih čaršija — nema.

## Literatura
- I. Soppron, Povesni nacrt grada Zemuna i njegove okoline, Zemun 1890.
- M. Dabižić i Ž Škalamera, Staro jezgro Zemuna, istorijska-urbana celina, Zemun 1967.